# Harry James
Harry Haag James (Albany, Nueva York; 15 de marzo de 1916-Las Vegas, Nevada; 5 de julio de 1983) fue un director de big band y trompetista estadounidense. 

## Biografía
Hijo de un director de orquesta de un circo itinerante, a la edad de 10 años recibió lecciones de trompeta de su padre, que le sometió a una dura disciplina musical, utilizando para ello el método Arban. 
En 1931 la familia se trasladó a Beaumont, Texas, y James empezó a tocar con orquestas locales de baile. Se unió al popular Ben Pollack en 1935 y a comienzos de 1937 se unió a la orquesta de Benny Goodman.
En febrero de 1939 Harry James debutó con su propia big band en Filadelfia, con la que seguiría trabajando hasta los años ochenta. La suya fue la primera orquesta en la que trabajó empleado de forma continuada Frank Sinatra (1939). 
En 1943 se casó con la actriz Betty Grable.
Se le puede oír tocar la trompeta en la película de 1950 Young Man with a Horn, doblando a Kirk Douglas. Su grabación de «I'm Beginning to See the Light» aparece en la banda sonora de Mi perro Skip (2000). Su música suena también en la película de Woody Allen Hannah y sus hermanas. James grabó numerosos temas populares y apareció en muchas películas de Hollywood.
En 1983 a James, fumador empedernido durante muchos años, se le diagnosticó un cáncer linfático, aunque continuó trabajando, tocando por última vez el 26 de junio de 1983 en Los Ángeles, solo nueve días antes de su muerte en Las Vegas.